# جان جاك ديسالين
جان جاك ديسالين (بالفرنسية: Jeun-Jacques Dessalines)‏ (20 سبتمبر 1758 - 17 أكتوبر 1806)، كان إمبراطور زنجي، حكم إمبراطورية هايتي الأولى مدة عامين، منذ عام 1804 حتى 1806، وُلِد رقيقاً، قاد الثورة الهايتية وحرر بلاده بمساعدة البريطانيين من الاستعمار الفرنسي عام 1804، ويُعتبر الأب التأسيسي لهايتي، رُشح حاكماً ثم عُين إمبراطوراً عام 1804 حتى اغتياله 1806، واغتيل بسبب حكمه الاستبدادي.